# Massarró

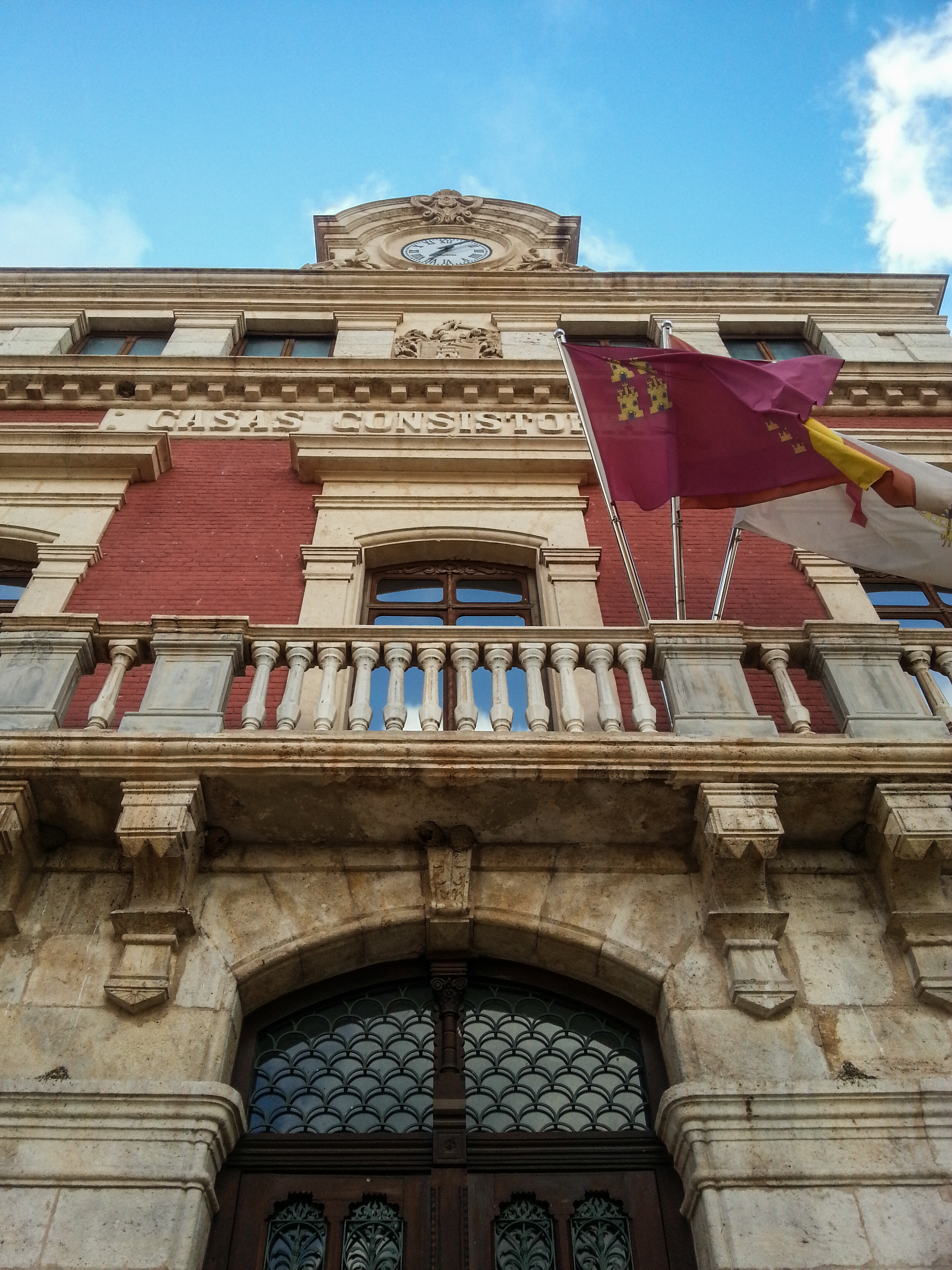
Ajuntament de Massarró. (Segle XIX).

Massarró (castellà: Mazarrón) és una ciutat i municipi de la Regió de Múrcia, comarca del Baix Guadalentí, amb 32.718 habitants (2014) i una extensió de 318,7 km². Té una densitat de població de 84,71 hab/km², el qual li dona la condició de municipi més populós de la seva comarca i amb una major densitat de població.

## Història
Territori poblat des de temps antiquíssims. A la pedania de Ifre-Pastrana es troba el jaciment arqueològic d'Ifre, corresponent a la cultura argàrica. A la platja de l'illa, van ser trobats els denominats vaixells fenicis de Massarró, que demostren la presència dels fenicis a la localitat.
En 1243, el rei Alfons X el Savi, integra aquest territori a la Corona de Castella en virtut del Tractat d'Alcaraz.

## Política
Resultat de les eleccions locals 2015.
| Partit polític | Vots | Percentatge de vots | Regidors |
| -------------- | ---- | ------------------- | -------- |
| PP             | 3429 | 29.88               | 7        |
| UIDM           | 1957 | 17.05               | 4        |
| PSOE           | 1587 | 13.83               | 3        |
| CLI-AS         | 1380 | 12.03               | 3        |
| C's            | 656  | 5.72                | 1        |
| CCD            | 605  | 5.27                | 1        |
| IUV-RM         | 587  | 5.12                | 1        |
| PIXM           | 577  | 5.03                | 1        |

## Pedanies
- Bolnuevo
- Cañada de Gallego
- Cañadas del Romero
- El Garrobo
- El Margajón
- El Mingrano
- El Saladillo
- Gañuelas
- Ifre-Pastrana
- La Atalaya
- La Majada
- Las Balsicas
- Las Moreras
- Los Rincones
- Leiva
- Puerto de Mazarrón